# Scontro alle Balze di Scavignano

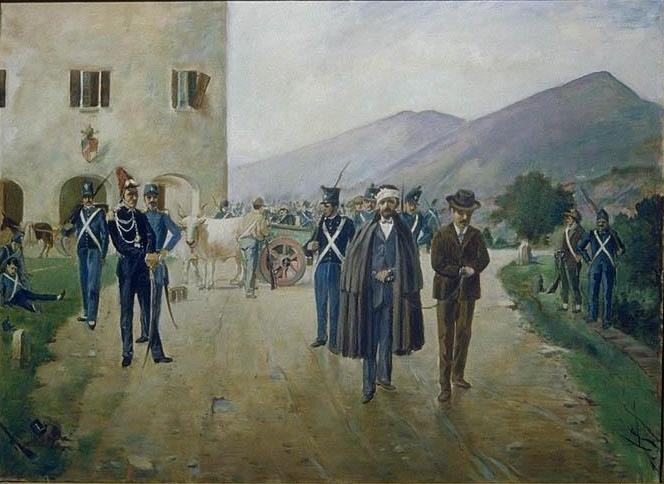
Scontro alle Balze di Scavignano
Dipinto di Ferdinando Bucci,
Olio su tela
L'opera è contenuta in una cornice in legno dorato di cm. 85 di altezza x 117 di larghezza,
copia del dipinto "Alle Balze" di Tommaso Dal Pozzo, andata perduta.
Il quadro è esposto presso il
Museo del Risorgimento e dell'Età contemporanea
Palazzo Laderchi,
Corso Garibaldi, 2
Faenza.

Lo scontro alle Balze di Scavignano (29 settembre 1845) fu un conflitto a fuoco fra le truppe pontificie venute da Faenza e i rivoluzionari carbonari che si svolse a ridosso dei confini dello Stato Pontificio e il Granducato di Toscana, non lontano da Modigliana. Alla battaglia prese parte anche don Giovanni Verità.
(Giuseppe Masoni, Martiri e martiri. Memorie storiche faentine, Faenza, 1892)
Successivamente, papa Pio IX come primissimo provvedimento, un mese dopo la sua elezione (che avvenne il 16 giugno 1846) concesse l'amnistia il 16 luglio 1846 per i reati politici.
È stato ipotizzato che il "Moto della Balze" possa essere l'episodio storico alla base della trama del romanzo Il figlio del cardinale (The Gadfly) di Ethel Lilian Voynich (1897), ambientato tra Granducato di Toscana e Romagna Pontificia tra gli anni '30 e '40 del XIX secolo. Tale opera, quasi sconosciuta nel mondo occidentale, conobbe un enorme successo nel mondo comunista (URSS, Europa orientale, Cina), sulla base di una sua rilettura in chiave marxista.